# Comitatul Burgundia
Comitatul Burgundia (în franceză Comté de Bourgogne) a fost un comitat medieval din cadrul Sfântului Imperiu Roman. Statutul de comitat liber (franceză comté franche) a dat numele regiunii Franche-Comté, pentru a-l diferenția de formațiunea politică învecinată, Ducatul Burgundia. Teritoriul comitatului a corespuns în mare parte cu acela al regiunii administrative franceze Franche-Comté (până în 2015).

## Istoric

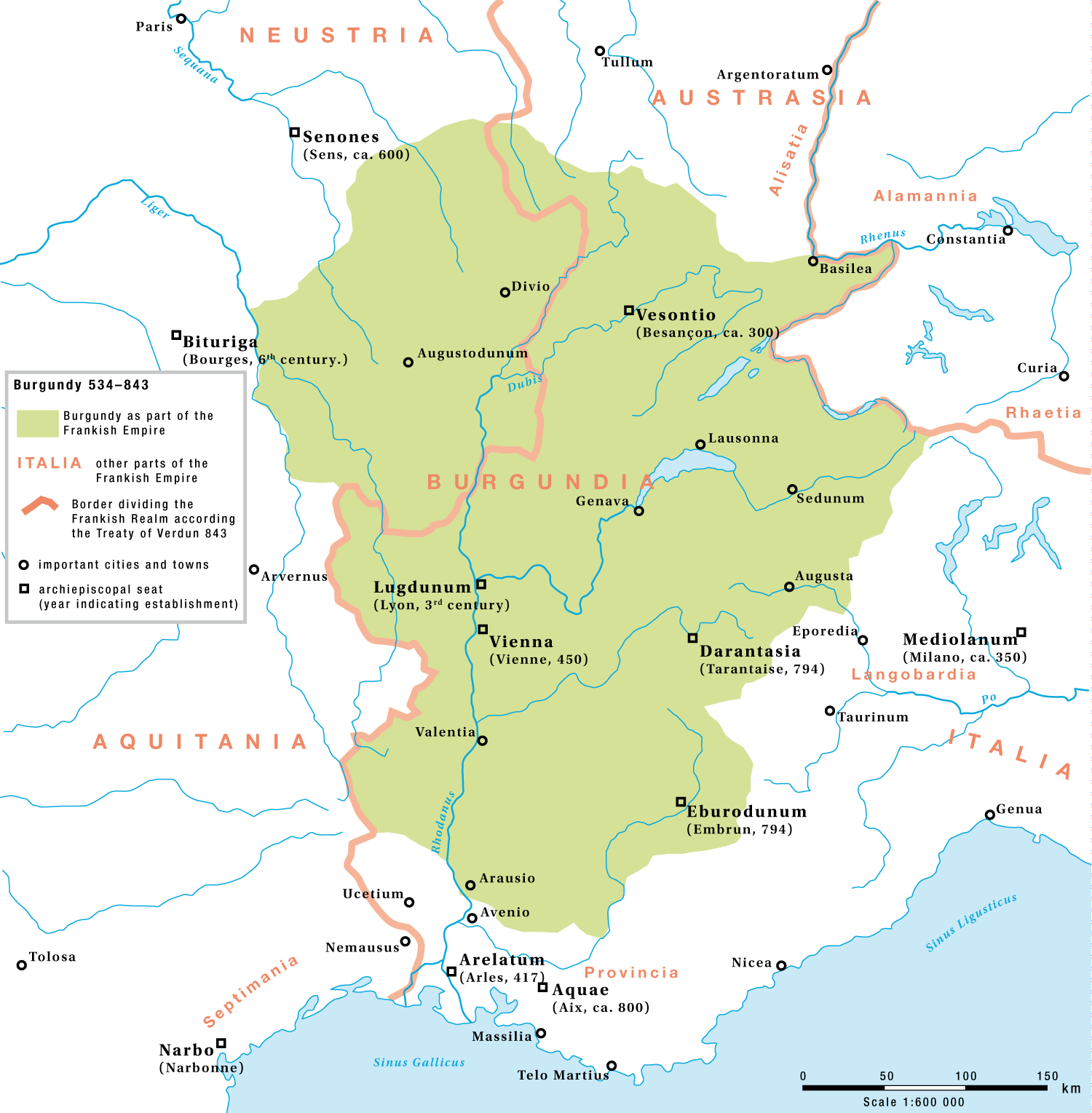
Burgundia în Imperiul Carolingian și divizarea sa în urma Tratatului de la Verdun

Burgunzii erau unul din popoarele germanice care au umplut vidul de putere lăsat de prăbușirea Imperiului Roman de Apus. În 411 au traversat Rinul și au format un regat la Worms. În mijlocul luptelor dintre romani și huni, Regatul Burgund a ajuns să ocupe teritoriile care astăzi se află la granița dintre Elveția, Franța și Italia. În 534 francii l-au învins pe Godomar, ultimul rege burgund, și au inclus acest teritoriu în imperiul lor aflat în expansiune. Burgundia a avut o existență mai mult sau mai puțin autonomă în cadrul regatelor francilor, dar în perioada Imperiului Carolingian, termenul a ajuns să desemneze doar o regiune geografică.
Existența modernă a Burgundiei își are rădăcinile în dezagregarea Imperiului francilor odată cu semnarea Tratatului de la Verdun din 843. Teritoriul Burgundiei este împărțit între Francia Occidentală și Francia de Mijloc, aproxmiativ de-a lungul râului Saône. Se formează astfel două Burgundii, Burgundia Inferioară și Burgundia Jurană. La moartea lui Lothar I, regele Franciei de Mijloc, în 855 teritoriul acestuia este divizat între fii săi. Burgundia jurană este divizată astfel între Regele Lotharingiei Lothar II care obține Burgundia Transjurană și Regele Carol al Regatului Provence care obține Burgundia Cisjurană și Provence. Teritoriul Comitatului Bourgogne făcea parte din Burgundia Transjurană.
La moartea regelui Lotharingiei Lothar II, teritoriul acestuia este împărțit între frații săi Ludovic cel German și Carol cel Pleșuv. La moartea fiilor și urmașilor lui Carol cel Pleșuv, domeniile acesora intră în posesia lui Carol al III-lea, fiul lui Ludovic, însă unitatea domeniilor este de scurtă durată, la sfârșitul lui 887 acesta este detronat și moare în ianuarie 888. În acest context, Rudolf din familia Welfilor, conte de Auxerre, este ales Rege de către nobilii și clerul din Burgundia Transjurană în 888. La moartea sa în 911, regatul îi revine fiului său Richard al II-lea. Acesta încearcă să mărească domeniile printr-o serie de campanii în Italia dar în 933, ajunge la un compromis cu celălalt pretendent, prin care Richard devine Rege al Burgundiei Cisjurane și Provence în schimbul renunțării la pretențiile asupra coroanei Italiei.

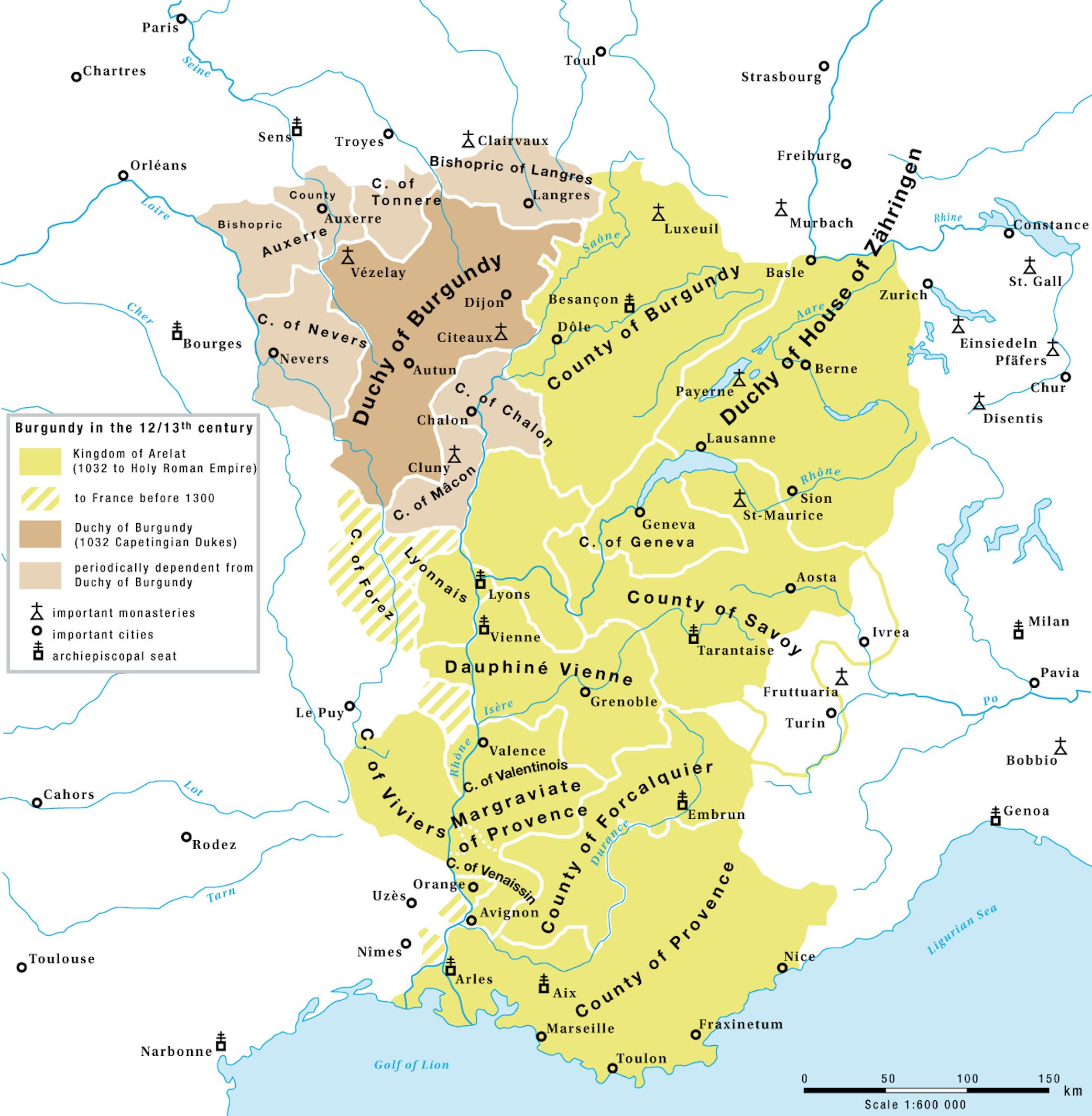
Regatul Arles și descompunerea acestuia în secolele XII/XIII

În 937, Rudolf este succedat de Conrad al III-lea, Pacificul. Acesta era minor iar regatul intră sub protecția lui Otto cel Mare, Împăratul Sfântului Imperiu. Domnia sa a fost relativ pașnică COnrad nefiind un monarh puternic, a permis dezvoltarea autonomiei domeniilor componente. Astfel în 986 Otte-Guillaume, fiul regelui Aubert I de Italia, devine conte de Burgundia, sub suzeranitatea regelui de Burgundia, dar vasal al Ducelui de Burgundia. În urma acțiunilor lui Rudolf al III-lea de apropiere de Imperiu, Otte-Guillaume și fiul acestuia Renaud se revoltă, dar în 1034, Renaud este obligat să se declare vasal al împăratului Conrad al II-lea în detrimentul Ducatului Burgundia și implicit al Regatului Francez.
În 1037 Renaud primește titlul de Conte palatin, însărcinat cu administrația domeniilor imperiului și cu drept de a judeca în numele împăratului. În cadrul Imperiului comitatul se dezvoltă și devine un domeniu puternic, ceea ce face ca în perioada contelui Renaud III, în 1127, acesta să obțină statutul de comitat liber în urma unei victorii militare împotriva armatei imperiale. În 1156, prin căsătoria dintre Frederic Barbă-Roșie, Împăratul Roman, cu moștenitoarea comitatului Beatrice de Burgundia, acesta intră în posesia familiei imperiale germane dar în 1236 acesta intră în posesia ducilor de Burgundia și al casei regale franceze.
Odată cu urcarea pe tronul ducal al lui Filip, ducatul și comitatul Burgundia se află la mijlocul domeniului deținut de ducii de Burgundia, domeniu ce va deveni unul dintre cele mai puternice state din Evul Mediu târziu. Filip al III-lea, zis cel Bun, a fost unul dintre cei mai influenți monarhi ai perioadei. În perioada domniei sale, Burgundia ajunge la apogeul existenței sale. De-a lungul domniei sale de aproape 48 de ani este un abil diplomat, jocul de alianțe pe care acesta îl practică între Anglia și Franța îi permit să fie șeful unui stat independent. Filip extinde teritoriile sale, domeniile burgunde din Țările de Jos cuprinzând majoritatea teritoriului actual al Belgiei, Olandei și Luxemburgului. Viața la curtea acestuia era fastuoasă, Filip auto-intitulându-se "Mare Duce al Occidentului" și fiind unul dintre principalii meceni ai perioadei.
La moartea lui Filip în 1467 îi urmează fiul său Carol Temerarul. Ambiția acestuia a fost de a reconstitui teritoriul Lotharingiei, teritoriul dintre Marea Nordului și Marea Mediterană. Ambițiile acestuia se lovesc de opoziția cantoanelor elvețiene, de cea a ducelui de Lorena și de ce a regelui Franței, Ludovic al XI-lea. În timpul asediului orașului Nancy, în 1477 Carol moare domeniile sale fiind împărțite între Ludovic al XI-lea și Maria de Burgundia. Primul obține teritoriile ducatului Burgundia, pe care le integrează în Domeniul Regal iar Maria reușește să conserve mare parte din teritoriile din Țările de Jos, precum și restul teritoriilor din Sfântul Imperiu Roman, printre care și Comitatul Burgundia, prin căsătoria sa cu Maximilian de Austria.
Comitatul intră în posesia casei de Habsburg unde va rămâne pentru următoarele 200 de ani. La divizarea familiei în ramurile spaniole și austriace, comitatul va trece sub suzeranitatea ramurii spaniole, fiind un domeniu al regilor Spaniei. Regii Franței, în special Ludovic XI și Ludovic XIV încearcă prin mai multe campanii militare să cucerească comitatul. În 1678, prin Tratatul de la Nijmegen, Ludovic al XIV-lea reușește să alipească definitiv comitatul regatului francez, în cadrul căruia va fi o provincie până la Abolirea orânduirii feudale cu ocazia Revoluției Franceze.